# فرهنگ تلاتیلکو

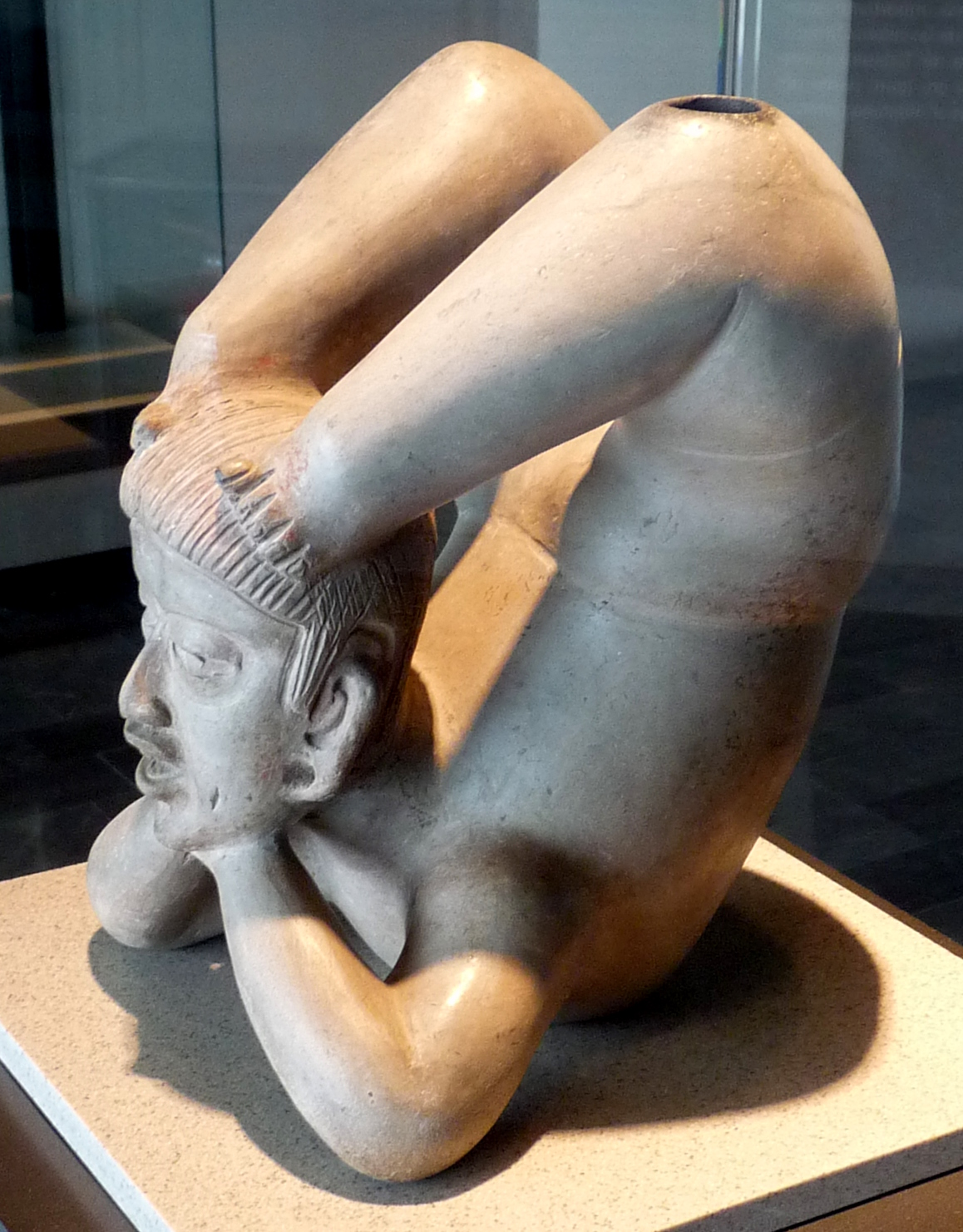
مجسمه سرامیکی یک آکروبات که در خلال سال‌های ۱۲۰۰ تا ۹۵۰ پیش از میلاد ساخته شده‌است.

فرهنگ تلاتیلکو دورهٔ فرهنگی اقوام تلاتیلکو در آمریکای مرکزی است که در خلال سال‌های ۱۲۵۰ تا ۸۰۰ پیش از میلاد در مکزیک امروزی ساکن بوده‌اند. آثار تجسمی بسیاری از این اقوام بدست آمده‌است.